# 柄澤昭秀
柄澤 昭秀（柄沢 昭秀、からさわ あきひで、1930年4月9日 - ）は、日本の精神医学者。埼玉県浦和市（現さいたま市）生まれ。1955年東京慈恵会医科大学卒、同助手、講師、助教授、1961年「精神疾患の脳波的研究」で東京慈恵会医科大学医学博士、1972年東京都老人総合研究所精神医学研究室長、1975年同心理・精神医学部長、副所長、1993年日本社会事業大学教授、1997年定年、聖徳大学教授。老人の精神医学が専門。

## 著書
- 『不眠とその治療』金原出版 新臨床医学文庫 1969年
- 『日常診療における不眠の取り扱い』金原医学新書 1980年
- 『老人のぼけの臨床』医学書院 1981年
- 『老年期の精神障害』一橋出版 介護福祉ハンドブック 1998年
- 『新老人のぼけの臨床』医学書院 1999年
- 『精神医学入門』中央法規出版 2001年

### 共編著
- 『神経と精神の老化』入来正躬,亀山正邦共編 医学書院 1976年
- 『痴呆の疫学と実態』編 中央法規出版 高年期の痴呆シリーズ 1992年
- 『老人医療への新しいアプローチ 全人的評価とケア』日野原重明共編 医学書院 1992年
- 『痴呆症を介護する』三浦文夫共編 朝日文庫 1994年
- 『痴呆性老人の施設ケア/介護マニュアル』七田恵子共編 医歯薬出版 1994年
- 『高齢者の保健と医療』編 早稲田大学出版部 シリーズ高齢社会とエイジング 1998年
- 『老年精神医学入門』編著 水谷俊雄著 医学書院 1999年

### 翻訳
- J.M.S.Pearce [編]『痴呆 臨床的アプローチ』医学書院 1988年